# 瑞古镇区
瑞古镇区為緬甸克欽邦八莫縣下辖的一个鎮區。2014年人口94,784人，區域面積3,087.6平方公里。該鎮区下辖107個村莊。瑞古為該鎮区首府。